# Prionus corpulentus
Prionus corpulentus är en skalbaggsart som beskrevs av Bates 1878. Prionus corpulentus ingår i släktet Prionus och familjen långhorningar.
Artens utbredningsområde är:
- Nepal.
- Pakistan.

Inga underarter finns listade i Catalogue of Life.